# Plotin
Plotin (lat. Plotinus), født 204 i Lykopolis (Asyut) i Egypten, død 270 i Minturno i Lazio, Italien, var en græsk filosof, der almindeligvis regnes for at være grundlæggeren af nyplatonismen.
Han blev uddannet i Alexandria og grundlagde i 200-tallets midte en filosofskole i Rom, som senere fik en vis indflydelse på den kejserlige administration i striden mellem hedenskab og kristendom, idet nyplatonismen var forkæmper for hedenskabets interesser. Først i en høj alder skrev Plotin sine tanker ned; indtil da havde han holdt sig til antikkens mundtlige tradition. Plotins elev Porfyr samlede og systematiserede Plotins skrifter i Enneaderne. Porfyr ordnede skrifterne i i seks bøger, hver med ni kapitler - deraf navnet ”enneaderne” (af gr. ”ennéa” (ἐννέᾰ), ni).
Han var elev hos Ammonios Sakkas, og for at lære orientalsk filosofi tog han med østpå, da romerne gik i krig mod Persien. Han var en af senantikkens sidste store ikke-kristne filosoffer.

## Metoden
Plotins metode er at skue indad, at fordybe sig så koncentreret, at der udløses mystiske oplevelser. Under denne fordybelse kan sjælen ”stige i graderne”, forstået på den måde, at den kan stige i erkendelse og dermed blive løftet op mod de højeste åndelige sfærer.
Samtidig lægger han vægt på at bruge fornuften. Den åndelige verden er en fornuftens verden, siger han. Derfor spiller fornuften en vigtig rolle i erkendelsesprocessen. Plotin ender således med at opstille et systematisk teoretisk verdensbillede.

## Verdensbilledet
Mens ideverdenen og sanseverdenen ifølge Platon er to adskilte områder, regner Plotin med et hierarki af virkeligheder, som strækker sig fra Gud, via ånden og sjælen, ned til den materielle verden.
Plotin kalder Gud for ”Det Ene” (gr. ”to hen” (τὸ Ἕν)). I Gud er alle forskelle ophævet. Man kan ikke sige, hvad Gud er, for ved at sige, hvad Gud er, har man afgrænset Gud. Gud kan end ikke kaldes ”Den Ene”, for dermed angives det, at Gud er en person. Derfor foretrækker Plotin den upersonlige betegnelse ”Det Ene”. Gud er ikke en bestemt ting, men er alle ting – men ikke alle ting i betydningen summen af alle ting, men snarere i betydningen enheden af alle ting. Gud kan kort sagt ikke defineres positivt – kun negativt. Det kan ikke siges, hvad Gud er. Det kan kun siges, hvad Gud ikke er.
I ”Det Ene” er alle forskelle ophævet, siger Plotin. Det betyder blandt andet, at skellet mellem subjekt og objekt er ophævet. Når menneskesjælen oplever Det Ene, er der ikke tale om en oplevelse i almindelig forstand. For en sådan oplevelse forudsætter, at der er en, der oplever (subjektet), og noget, der opleves (objektet). Derfor er Det Ene kun en ”fornemmelse” i ens indre, en henført henrykkelsestilstand, i hvilken man ”går op i” Gud, ja ”bliver ét med” Gud.
Det Ene er alle tings ophav - den kilde, ud fra hvilken forskellige trin af tilværelsen strømmer. Det Ene gennemstrømmer alle niveauer i større eller mindre grad, afhængigt af afstanden. For hvert trin "nedad" taber det altså noget af sin kraft og virkelighed.
Den første udstrømning – emanation – udgår fra Det Ene og resulterer i ”ånden” (gr. ”nous” (νοῦς)). Her kan det erkendende subjekt og det erkendte objekt skelnes fra hinanden. Ånden er tanker og ”objekter” i form af de platoniske ideer, som kan tænkes og ”skues”. (Se Platon#Metafysik)
Den anden emanation udgår fra ånden og resulterer i ”sjælen”. Der findes mange sjæle, og de befinder forskellige steder på rangstigen. Øverst står verdenssjælen. Sjælene er i ånden, ligesom ånden er i Det Ene. De menneskelige sjæle er således immaterielle, men de er ”til stede” i legemerne, som er en del af materien.
Den tredje emanation udgår fra sjælen og resulterer i ”materien” (gr. ”hyle” (ὕλη)), som er den materielle verden. Denne verden, som kan sanses, indeholder blandt andet menneskelegemerne. Hver sjæl udvælger sig et legeme og ”går ned i” dette legeme. Materien er det sidste trin, som Det Ene udstrømmer i, og det er det trin, der indeholder det mindste af Det Enes kraft og virkelighed. Materien skal dog ikke forstås som noget entydigt ”ondt”, for også materien er i sidste ende en emanation af Det Ene. Derfor er den præget af fornuft og orden - om end ikke i så udpræget grad, som sjælen og ånden er det.
Der har været uenighed om, hvorvidt Plotin er dualist eller monist. Nogle mener, at han er dualist, fordi han betragter materien som mindreværdig og ond. Han fremstiller verden som lagdelt, med forskellige niveauer. Forskellige mennesker befinder sig på forskellige niveauer, alt efter i hvor høj grad de er bundet til den materielle verden og søger sanselige lyster og sanselig tilfredsstillelse – eller om de søger ånden. I etisk forstand kan man altså sige, at Plotin er dualist. Hierarkiske systemer har en tendens til at ende i en dualisme mellem godt og ondt, det høje og det lave, ånd og materie.
Andre argumenterer for, at Plotin er monist, fordi han fremstiller én verden, der hænger sammen i kraft af, at alle dele i sidste ende er gennemstrømmet af Det Ene. Der er overordnet set tale om en ordnet verden, præget af fornuft. Også kroppen og smukke materielle ting er udtryk for udstrålingen fra Det Ene.

## Sjælen
Sjælen spiller en central rolle i Plotins filosofi. Den er det sted, hvor det enkelte menneske har mulighed for at stige op til højere verdener. Sjælens mål er i første række at hæve sig til det næste niveau og blive ånd. Målet kan nås ved at sjælen dyrker sin intelligens og tænkeevne. At leve i ånden er leve i ”det tænkbare” (tankerne) og dér avle skønhed og retfærdighed.
Samtidig har sjælen dog også mulighed for at falde dybere ned i materiens verden. I sjælen er der ikke alene en del, der er vendt mod ånden, men også en del, der er vendt mod det jordiske, mod materien. Sjælen kan dog ikke trækkes helt ned i materien, for den hører dybest set hjemme i de højere sfærer. Den har en iboende stræben opad. Den aner, hvor den kommer fra, og hvad den skal tilbage til.
Det højeste, sjælen kan opleve, en den mystiske enhed med Det Ene, unio mystica. I denne oplevelse udfries den af legemet og oplever en grænseoverskridende åbenbaring, fuld af skønhed og guddommelighed. Sjælen opløses i den guddommelige kraft, der gennemstrømmer alt.
Plotin afviser kristendommens centrale dogme om frelsen ved Kristus´ stedfortrædende lidelse på korset. Han afviser, at det enkelte menneske kan være afhængigt af et andet menneskes gerninger i afgørende personlige forhold. Frelsen er det enkelte menneskes eget ansvar. At blive frigjort fra materiens tyngde er for ham et spørgsmål om metode og færdigheder - et bestemt arbejde, der skal gøres på en bestemt måde. Der er også et etisk aspekt i dette arbejde. Plotin siger: ”Et øje har ikke nogensinde set solen uden at have været sollignende selv, og ej heller kan en sjæl se det skønne, uden at den var smuk selv. Bliv da først helt Gudlignende og helt smuk, hvis du skal skue Gud og det skønne.” (Enneaderne, I,6,9)